# Freddy Blak
Freddy Blak (født 8. marts 1945 i Odense) er tidligere europaparlaments-, regionsråds- og byrådsmedlem, valgt for Socialdemokratiet.
Freddy Blak er uddannet smed fra Nakskov Skibsværft i 1965, men har arbejdet som sælger indenfor kontorbranchen, ligesom han har været ligestillingskonsulent i fagforbundet HK. Fra juli 1989 til juli 2004 var han medlem af Europa-Parlamentet for Socialdemokraterne, hvor han var medlem af budgetkontroludvalget, svindeludvalget, arbejdsmarkedsudvalget, menneskerettighedsudvalget, og ombudsmandsudvalget. Herhjemme var han medlem af Næstved Byråd fra 2002-2007. I 2002 meldte Freddy Blak sig ud af Socialdemokraterne for at undgå en eksklusion for sit dobbeltmandat og fortsatte i parlamentet som 'fri' socialdemokratisk løsgænger.
I årene som parlamentsmedlem var han med til at afsløre kummerlige forhold på børnehjem og institutioner for sindslidende i bl.a. Grækenland, Albanien og Rumænien. Ved kommunalvalget i 2005 blev han ikke genvalgt, men ved valget til Region Sjælland blev han valgt for sin egen tværpolitiske liste, Blaklisten. Freddy Blak er bestyrelsesmedlem i Femern Bælt. Han opnåede ikke genvalg til regionsrådet i 2009. I 2012 meldte han sig igen ind i Socialdemokratiet. 